# Zastava M57
A Zastava M57 é uma pistola semiautomática iugoslava e sérvia produzida pela Zastava Arms. Foi a pistola de serviço padrão do Exército Popular Iugoslavo de 1961 até o início dos anos 1990. A M57 era um derivado não licenciado da pistola TT soviética, mas incorporou uma série de modificações detalhadas, nomeadamente um punho mais longo e um carregador ligeiramente maior. A Zastava fez engenharia reversa da TT soviética em 1954 e iniciou a produção em série da arma M57 em 1963.
Em 2021, a Zastava ainda produzia variantes modernizadas da M57 com recursos de segurança atualizados - a M57A em seu calibre original e a M70A em 9mm Parabellum.

## História
Projetada em meados da década de 1950, a M57 era uma cópia não licenciada da TT-33 Tokarev soviética. O Exército Popular Iugoslavo inicialmente tentou adotar a TT como pistola de serviço padrão após a Segunda Guerra Mundial, e várias foram entregues pela União Soviética.  No entanto, a ruptura Tito-Stalin levou o governo soviético a cessar a ajuda militar à Iugoslávia antes que as entregas da pistola fossem totalmente concluídas. Em 1952, a Zastava foi encarregada de desenvolver a sua própria variante da TT para satisfazer as necessidades do exército. Os engenheiros da Zastava conseguiram fazer a engenharia reversa da arma em 1954. No entanto, sua fábrica já estava com capacidade para fabricar fuzis e submetralhadoras, e não foi possível abrir uma nova linha de produção para produzir a TT. O projeto foi arquivado até 1956, quando oficiais do exército novamente manifestaram interesse no projeto da TT. O trabalho em uma derivada da TT melhorada começou para valer em 1957, e os primeiros protótipos apareceram em 1960. A pistola Zastava foi formalmente designada M57 e aceita para serviço em 1961. Embora o exército tenha recebido vários modelos de pré-produção naquele ano, a produção em série foi adiada até 1963.
Zastava fabricou a M57 de 1963 a 1982, época em que pelo menos 260.000 unidades foram produzidas. Foi retirada do serviço militar na ex-Iugoslávia durante o final dos anos 1990 e início dos anos 2000, sendo amplamente substituída pela Zastava CZ99.

## Detalhes do projeto
Em 1954, a Zastava revelou inicialmente uma pistola que era uma cópia idêntica da TT-33 original. No entanto, entre 1957 e 1960, foram feitas várias modificações no projeto soviético. A diferença mais notável é que a M57 foi projetada com um carregador maior com capacidade para nove cartuchos, em oposição aos oito da TT-33. A M57 também era equipada com trava de segurança do carregador, reduzindo a probabilidade de descarga acidental durante a remoção do carregador. Os engenheiros da Zastava adicionaram uma massa de mira articulada que pode ser ajustada para o vento, e a parte superior da corrediça da arma é serrilhada para reduzir o brilho. Houve também algumas pequenas mudanças internas, incluindo um percussor exclusivo da Zastava e uma mola de recuo cativa para simplificar a desmontagem.

## Variantes
- M57: Versão militar padrão.[5]
- M57A: Modelo de produção comercial da M57, com trava de segurança da corrediça externa adicional.[5]
- M70A: Variante de exportação da M57 com câmara para 9×19mm Parabellum e introduzida em 1970.[5]
- M70AA: Modelo de produção comercial da M70A, com trava de segurança da corrediça externa adicional.[5]

## Operadores
- Croácia[4]
- Ucrânia[2]

### Ex-operadores
- Partido da Liberdade Inkatha[1]
- Iugoslávia[3]
- Sérvia: Retirada nos anos 2000.[3]